# George Yuri Rainich
George Yuri Rainich (Odessa, 25 de março de 1886 — 10 de outubro de 1968) foi um físico matemático estadunidense nascido na Ucrânia.